# Dragon Ball Z: Budokai
Dragon Ball Z: Budokai, Dragon Ball Z (ドラゴンボールZ Doragon Bōru Zetto?) en Japón, es un videojuego de lucha desarrollado por Dimps para PlayStation 2 en 2002 y GameCube en 2003. Es el primer juego de la serie Dragon Ball Z: Budokai, basado en la serie de anime japonesa Dragon Ball Z, parte de la franquicia de manga Dragon Ball. Fue publicado en Japón por Bandai y en Norteamérica por Infogrames, y fue el primer videojuego de Dragon Ball para consola en cinco años desde Dragon Ball GT: Final Bout de 1997.

## Trama
La trama es una adaptación de los tres primeros arcos argumentales de Dragon Ball Z con una historia de "Qué pasaría si..." para cada arco.
En la historia de "Qué pasaría si..." de Vegeta, Vegeta: Príncipe Saiyan, Vegeta y Goku se enfrentan en un duelo, y Vegeta lo derrota con el mínimo esfuerzo. Krillin y Gohan aparecen, y Vegeta los vence por separado. Después de la batalla, Vegeta habla consigo mismo mientras Yajirobe se acerca sigilosamente por detrás de él. Vegeta escucha a Yajirobe e, impresionado por su valentía, le ofrece convertirse en su próximo alumno. Yajirobe se niega, afirmando que no quiere terminar como Nappa. Enfurecido al recordar la muerte de Nappa, Vegeta grita de ira y se convierte en un Super Saiyan.
En la historia de Freezer: What If, "Rampaging Freezer", Freezer vence con éxito a Goku, Piccolo, Vegeta, Krillin y Gohan en batalla. Consigue desear la inmortalidad con las Dragon Balls. Después de hacer estallar Namek, Freezer regresa a su nave espacial y decide destruir la Tierra a continuación.
En la historia de Freezer: What If, "A Cold-Blooded Assassin", Cell intenta absorber a Android 17 y Android 18, y vence con éxito a Android 16 en batalla. Absorbe a Android 17, pero mientras intenta absorber a Android 18, Krillin salta en el camino, lo que hace que Cell absorba accidentalmente a Krillin. Como resultado, se encoge al tamaño de Krillin, obtiene colores similares a la vestimenta de Krillin y pierde mucho poder. Yamcha y Tien Shinhan aparecen para desafiar al debilitado Cell. Apenas logra vencer a Yamcha, pero es atacado por el Tri-Beam de Tien. El verdadero Cell despierta en medio de la arena de los Juegos Cell, dándose cuenta de que fue una pesadilla y diciendo que diez días era demasiado tiempo para esperar.

## Jugabilidad
Budokai incluye varios modos de juego: Modo Historia, Duelo, Práctica, Torneo Mundial y La Leyenda de Hércules. La historia consta de cinemáticas en 3D que avanzan la trama principal, incorporando las voces en off del anime de televisión. Dividido en varios capítulos, la idea es recrear varios momentos destacados de la serie Dragon Ball. Cubre tres arcos argumentales: Saiyan, Android y Cell Games, y el jugador puede desbloquear cápsulas u otros personajes para su uso. Dependiendo del episodio que se esté jugando, los personajes jugables son Goku, Gohan, Piccolo y Vegeta. Al final de cada arco argumental hay episodios extra de tipo "¿qué pasaría si...?", y uno juega como el villano principal de ese arco argumental; Vegeta, Freezer y Cell respectivamente.
El Torneo Mundial representa una secuencia de batallas en un torneo basado en árboles entre ocho y veinte competidores. Hay tres variaciones de dificultad (Novato, Experto, Avanzado), y cada una de ellas debe completarse primero para desbloquear el siguiente nivel. El Duelo permite a los jugadores luchar sin restricciones y con dos versiones de cada personaje.
Al ganar las batallas, los jugadores pueden ganar premios que se utilizan para desarrollar un personaje existente. Cada una de ellas se puede personalizar opcionalmente mediante una "bandeja de habilidades" de 7 ranuras; los jugadores pueden elegir hasta siete habilidades y asignarlas a un personaje. Algunas habilidades pueden ocupar varias ranuras. Estas habilidades se pueden utilizar en el modo "Torneo mundial" y en el modo Versus. Las habilidades se pueden comprar a Mr. Popo con el dinero del premio del modo "Torneo mundial".
Además de los movimientos de puñetazo, patada y guardia, un botón "ki" puede lanzar bolas más pequeñas siempre que haya suficiente energía. Si se conecta con el final de un combo, se ejecutará un movimiento especial. Hay tres tipos de habilidades: Movimientos especiales, que incluyen habilidades como la Onda Kamehameha y la capacidad de convertirse en Super Saiyan; Físicos, que incluyen habilidades como Puño Zanku; y Equipo, que proporcionan mejoras como una mayor defensa. También se pueden comprar Dragon Balls, y cuando el jugador las ha recolectado todas, Oolong aparece e invoca a Shenron, lo que le da al jugador la opción de tres cápsulas Breakthrough; estas permiten al jugador usar todos los movimientos y habilidades de un personaje a la vez.
La lista de personajes del juego consta de 23 personajes jugables. Según los archivos de voz del juego, Cui también iba a ser un personaje jugable, pero fue descartado y reemplazado por el Gran Saiyaman, el único personaje del arco de la historia de Majin Buu en el juego.

## Recepción
Dragon Ball Z: Budokai recibió críticas "mixtas o promedio" en ambas plataformas según el sitio web de agregación de reseñas Metacritic. Entertainment Weekly le dio una C a la versión de PlayStation 2 y dijo que sus personajes, "si bien carecen de detalles artísticos, todavía gritan, gruñen y se mueven casi exactamente como sus contrapartes de transmisión".
En Japón, Dragon Ball Z vendió 648,000 copias, incluidas 570,000 para PlayStation 2 y 78,000 para GameCube. En Estados Unidos, la versión para PlayStation 2 de Budokai había vendido 2.04 millones de copias y había ganado US$69,000,000 (equivalente a $116,89 en 2023) para 2007. Next Generation lo clasificó como el 17º juego más vendido lanzado para PlayStation 2, Xbox o GameCube entre enero de 2000 y julio de 2006 en ese país. El juego vendió un total de 2.688 millones de copias en Japón y Estados Unidos.